# Kanton Saint-Dizier-1
Kanton Saint-Dizier-1 (fr. Canton de Saint-Dizier-1) je francouzský kanton v departementu Haute-Marne v regionu Grand Est. Tvoří ho 10 obcí a část města Saint-Dizier. Zřízen byl v roce 2015.

## Obce kantonu
- Allichamps
- Éclaron-Braucourt-Sainte-Livière
- Hallignicourt
- Humbécourt
- Laneuville-au-Pont
- Louvemont
- Moëslains
- Perthes
- Saint-Dizier (část)
- Valcourt
- Villiers-en-Lieu